# Black Sea Security Forum
Чорноморський безпековий форум (англ. Black Sea Security Forum) — щорічний міжнародний форум, що проводиться в Одесі та присвячений обговоренню актуальних викликів безпеки, економічних та політичних питань у Чорноморському регіоні. Форум було ініційовано у 2024 році групою народних депутатів України, ставши першим і найбільшим геополітичним заходом на півдні України з початку повномасштабного вторгнення Росії у 2022 році. Ініціатором та головою форуму є народний депутат Гончаренко Олексій Олексійович.

## Місія та цілі
Місією форуму є створення щорічної міжнародної платформи для обговорення викликів безпеки в Чорноморському регіоні та за його межами, який є «фокусною точкою інтенсивного геополітичного протистояння». Захід об'єднує політиків, дипломатів, військових, бізнес-лідерів та експертів для підтримки дискусій на високому рівні та стратегічного співробітництва, спрямованого на зміцнення регіональної безпеки та стійкості.
Вибір Одеси як місця проведення зумовлений її статусом «морських воріт України», ключової точки глобальної геополітики, найбільшого міста на півдні України та одного з найбільших портів Чорного моря. Організатори підкреслюють, що подолання російської морської блокади портів Одеси стало поворотним моментом у війні.

## Історія

### Black Sea Security Forum 2024
Перший Чорноморський безпековий форум відбувся 14-16 червня 2024 року в Одесі. Він зібрав понад 350 учасників з різних країн світу, включаючи США, Велику Британію, Францію, Німеччину, Австралію, Польщу, Молдову та інші.
Ключовими темами заходу стали безпекова ситуація у Чорному морі, наслідки російської агресії, захист портів Одеси, шляхи розв’язання нагальних проблем, зокрема розмінування акваторії, забезпечення вільного судноплавства та надання Україні додаткових систем ППО.
Серед спікерів форуму були:
- Посол США в Україні Бріджит Брінк[4]
- Колишній командувач об'єднаними збройними силами НАТО в Європі генерал Уеслі Кларк[4]
- Колишній прем'єр-міністр Австралії Тоні Ебботт[4]
- Спеціальний представник США в переговорах по Україні (2017-2019) Курт Волкер[1]
- Полковник британської армії у відставці Річард Джастін Кемп[4]
- Міністр закордонних справ Молдови Міхай Попшой[5]
- Віцеспікер Сейму Польщі Міхал Камінський[5]
- Старший науковий співробітник Інституту Хадсона Люк Коффі[4]
- Представник командування ВМСУ полковник Михайло Третяк[4]

У відеозверненні до учасників звернулися 24-й президент Франції Франсуа Олланд, виконавча директорка Всесвітньої продовольчої програми ООН Сінді Маккейн, помічник державного секретаря США у справах Європи та Євразії Джеймс О’Браєн, директор з питань Європи у Раді нацбезпеки США Майкл Карпентер та голова Офісу президента України Андрій Єрмак.
На форумі було наголошено на необхідності сталої підтримки України, наданні дозволу Україні використовувати західну зброю без обмежень по законних цілях на території РФ, розвитку безпілотних систем та посиленні санкцій проти Росії. Генерал Уеслі Кларк заявив, що НАТО має надати Україні все необхідне озброєння, включно з наступальною авіацією та засобами для звільнення Криму. Посол США Бріджит Брінк зазначила, що російська агресія загрожує також Молдові, Румунії, Туреччині та Болгарії.
В рамках форуму було презентовано український морський дрон Stalker 5.0. Також в актовому залі було встановлено п'ятиметровий бойовий морський безпілотник з дальністю дії 600 км.

### Black Sea Security Forum 2025
Проведення другого Чорноморського безпекового форуму заплановано на кінець травня 2025 року в Одесі. Повідомлялося про старт форуму 30 травня 2025 року як триденного заходу. Очікується участь понад 500 учасників з 20 країн.
Головна тема заходу — «Велика шахівниця. Середина гри», що, за словами організаторів, відображає поточний момент геополітичного протистояння в Чорноморському регіоні та за його межами.
Серед ключових спікерів, анонсованих на 2025 рік:
- Британський меценат лорд Майкл Ешкрофт[8]
- Колишній прем'єр-міністр Австралії Скотт Моррісон[8]
- Посол США в Україні (2006-2009) Вільям Тейлор[8]
- Голова комітету із закордонних справ парламенту Естонії Марко Міхельсон[8]
- Директор Євразійського центру «Атлантичної ради» Джон Гербст[8]
- Колишній Державний секретар США Майк Помпео[9]

## Тематика та обговорення
Основні напрямки дискусій на форумі включають:
- Аналіз безпекової ситуації в Чорноморському регіоні.
- Наслідки російської агресії проти України та шляхи протидії.
- Захист портової інфраструктури та забезпечення вільного судноплавства, зокрема функціонування «зернового коридору».
- Проблеми розмінування акваторії Чорного моря.
- Посилення систем ППО для захисту прибережних регіонів.
- Роль безпілотних систем (морських та повітряних) у сучасній війні на морі.
- Політика західних країн щодо Росії та ефективність санкцій.
- Шляхи інтеграції України до ЄС та НАТО.
- Глобальна продовольча безпека та роль України в її забезпеченні.